# 飛鳥III
飛鳥III（あすかスリー 英：ASUKA III）は、日本郵船の関係会社である郵船クルーズが運航するクルーズ客船。

## 概要
郵船クルーズでは2014年頃から新造船計画を検討し2015年頃には契約寸前まで達するも断念されその後2019年にアンカー・シップ・パートナーズが株主となったこともあり計画を再開。2019年5月に「新造船検討プロジェクトチーム」を発足し、2021年3月に新造船建造を発表。郵船クルーズとしては34年ぶりの新造船となり、建造費は郵船クルーズに50%出資するアンカー・シップ・パートナーズの投資ファンドを活用して調達を図った。建造に関する交渉をオンラインで行った後2022年5月にはマイヤー・ヴェルフトの関係者21名が来日。
2023年に船名を「飛鳥III」に決定し「従来の船名の発展的継承、日本を代表する客船として人や地域を繋ぎ日本文化を未来へ繋げる」と言った狙いが込められ、船名表記は矢萩春恵が揮毫した。
2023年5月にはマイヤー・ヴェルフトに現地事務所を設置し、9月21日に鋼材切断式、12月12日にはキール敷設式、2025年1月18日に進水。3月2日にオランダのエームスハーヴェンへ曳航、北海での試験航海を経てドイツに戻りエムデンにて最終点検の後、4月10日に引き渡し調印式を実施。
その後喜望峰経由で日本へ回航され途中4月25日にはテネリフェ島付近にて初代飛鳥として運航されていたアマデアと反航し5月1日にはセントヘレナ島沖にて世界一周クルーズ中の飛鳥IIの周囲を航行しシンガポールを経由した後、6月2日に母港の横浜港に到着、7月まで習熟航海を行い、7月11日には横浜港大さん橋ふ頭で命名式典や船内の報道公開を実施し、曽我貴也日本郵船社長の夫人である曽我多美子が命名者となり、また世界一周から帰港した飛鳥IIとの同時停泊も行われた。
2025年7月20日から就航、これまでの郵船クルーズで最も寄港回数の多い函館港や小樽港に寄港する7日間のクルーズを初の営業航海とし、「お客様好みに広がる旅」をコンセプトに、3泊以上を基本とした運航で多彩な選択肢の中からスタイルに合った過ごし方を選べる自由度の高いサービスを展開するとしている。

## 設計
乗客定員は従来の飛鳥IIから100名以上減らした740名規模でゆとりを持たせ、喫水は従来より浅くし入港可能な港を拡大させる形とした。中型船としては世界で初めて液化天然ガス・低硫黄燃料・ガスオイルの3種に対応した主機を搭載、母港の横浜港では当面トラックからのLNG供給を予定する。また日本の客船で初めて錨泊を必要としないダイナミック・ポジショニング・システムや、陸上給電設備への対応や客室内タブレット・デジタルサイネージによる情報提供といったペーパーレス体制で環境配慮を図った。また完全外気取り込み式で給排気を完全分離しエレベーターなどで非接触型ボタンを用いるといった感染症対策も図られた。

## 船内
船内は文化的価値を重視した空間構成で日本の芸術家による美術工芸作品の展示も行われ、パブリックスペースはアスカプラザを中心に前方はウェルネス・スポーツ・エンタテインメント設備と後方に飲食施設を主に配置し、飲食施設は15箇所設けプライベート感覚を重視した形でエンターテインメントやレッスンイベントなどを展開する。
13デッキ「スターライトデッキ」
- スターライトビーチ
- シャッフルボードコート

12デッキ「スカイデッキ」
- 展望大浴場・露天風呂・サウナ「グランドスパ」[33] - 郵船クルーズアンバサダーの小山薫堂が暖簾デザインを揮毫[34]。
- フィットネスセンター「アスカウェルネスクラブ」[35]
- アスカサロン&スパ[35]
- シミュレーションゴルフ「ザ・リンクス」 - ゴルフシミュレーター「FULL SWING」を用いたゴルフゲーム室[35]。
- マルチコート「アスカフィールド」 - パドルテニスや3on3バスケットボールに対応可能な球技スペース[36]。
- スカイテラス - ソファを配した屋外テラス[37]。

11デッキ「リドデッキ」
- ミッドシップスイート（2室）
- バルコニーA（1室）
- アスカスイート（4室）
- ビスタラウンジ - 船首に位置した展望ラウンジ[38]。
  - ヒストリアエリア - 日本郵船の客船事業の歴史を展示する[31]。
- リーベルラウンジ - プライベートパーティ等に対応した小型ラウンジ[31]。
- スタジオA3 - ヨガなどのウェルネスプログラムや文化講座などを開催する[35]。
- アルバトロスプール - グリーンウォールと木目調の装飾を施した屋外プール[37]。
  - ジェットバス - プールから一段高い位置に2基設置[34]
  - プールサイドバー - 野菜フルーツカクテルなどを提供[38]。
- ビュッフェ・ガーデンダイニング「エムスガーデン」 - 世界各地の名物料理や月替りのハンバーガーなどを朝食時から夜食時までビュッフェ形式で提供する[39]。名称はマイヤー・ヴェルフト造船所近傍のエムス川に由来する[29]。
  - グリルレストラン「パペンブルグ」 - 夕食時のみ営業、テラス席やオープンデッキを設け肉や野菜の炭火焼などグリル料理を提供、名称は建造されたマイヤー・ヴェルフト造船所の所在地に由来する[40]。

10デッキ「アスカデッキ」
- ミッドシップスイート（16室、内バルコニーAとのコネクティング対応2室、ソロバルコニーとのコネクティング対応2室）
- ソロバルコニー（4室）
- バルコニーA（62室、内コネクティング対応8室、ミッドシップスイートとのコネクティング対応2室）
- バルコニーD（2室）
- ジュニアスイート（2室）
- パノラマスイート（2室）

9デッキ「シーブリーズデッキ」
- ロイヤルペントハウス（2室）
- グランドペントハウス（4室、内バルコニーBとのコネクティング対応1室）
- キャプテンズスイート（2室）
- ミッドシップスイート（16室、内ソファベッド付き3室、バルコニーBとのコネクティング対応2室）
- アスカスイート（4室、内ユニバーサル対応2室）
- ソロバルコニー（4室）
- バルコニーB（48室、内コネクティング対応8室、グランドペントハウスとのコネクティング対応1室、ミッドシップスイートとのコネクティング対応2室）
- バルコニーD（2室）
- ジュニアスイート（2室）
- パノラマスイート（2室）

8デッキ「ホライゾンデッキ」
- バルコニーD（6室）
- バルコニーC（84室、内コネクティング対応8室）
- ソロバルコニー（6室、2室はミッドシップスイートとコネクティング対応）
- ジュニアスイート（2室）
- キャプテンズスイート（2室）
- パノラマスイート（2室）
- ミッドシップスイート（16室、内ソファベッド1名対応9室、ソロバルコニーとのコネクティング対応2室、ユニバーサル対応2室）

7デッキ「プラザデッキ」
- ミッドシップスイート（4室）
- パノラマスイート（2室）
- ジュニアスイート（2室）
- バルコニーD（62室、内コネクティング対応8室）
- ソロバルコニー（12室）
- 生花店「フラワーハウス」[41]
- 麻雀ルーム「碧一色」
- 図書室・喫茶「721ブックス&カフェ」[41]

6デッキ「プロムナードデッキ」
- リュミエールシアター - ホログラフィックスクリーンやLEDスクリーン等最先端のデジタル技術を備えた劇場[42]。一旗プロデュースのステージなどを上演[43]。
- アスカコレクション - オリジナルグッズなどを販売[44]。
- ゲームルーム「カジノアンティ」 - ルーレット・ブラックジャック・スロット・ポーカーなどのカジノゲームやデジタルシャッフルボードを設置[45]。
  - バー「スプリットカウンター」[46]
- メインバー「マリナーズクラブ」
- ギャラリーカフェ - 千住博のフレスコ画「ウォーターフォール・オン・カラーズ」を中心に工芸作品を展示するラウンジ[47]。
- イタリアンレストラン「アルマーレ」 - 千住博の作品を配し海をイメージした青色を基調とした内装や波をモチーフとしたシャンデリアも設置、厳選食材をワゴンで提示するプレゼンテーションスタイルで供食する[48]。
- 割烹「海彦」 - 欅の一枚板を用いたカウンターや個室を設置[49]、「肥前の三右衛門」と称される四代今泉今右衛門・十五代目酒井田柿右衛門・十四代中里太郎右衛門の作品や若手の漆芸作品を展示[50]。出入口の銘板は金澤翔子が揮毫[51]。
- フレンチレストラン「ノブレス」 - 平松礼二の絵画を展示[47]、伝統と現代を融合させたフランス料理やワインを提供する[52]。
- プロムナードデッキ - 船体を一周する遊歩道[36]。

5デッキ「メインデッキ」
- メインレストラン「フォーシーズン・ダイニングルーム」 - 洋食のコース・セットを中心に提供[53]、出入口には田村能里子の絵画を展示[54]。
- セレクトショップ「ブティックシェルメ」 - ガーナ製のアフリカ調のファッションアイテム[44]、インポートブランド品などアパレル品を取り扱う[45]。
- 宝石店「ジュエリーオーブ」[45] - 合成宝石「モアサナイト」や天然石のリングなどを販売[44]。
- アスカプラザ - 3層吹き抜けのメインアトリウム、室瀬和美の高さ9m・幅3mの世界最大級の漆芸作品を設置[55]。
  - レセプション
  - トラベラーズサロン
- 日本酒バー「アンカーバー」 - 岩田壮平の絵画を展示[46]。
- レセプション
- 診療室

4デッキ
- テンダーステーション

## 客室
全室をバルコニー付きとし、バスタブやシモンズのマットレスやキッチンシンク付きミニバー、ペーパーレス化を図るタブレット端末や動画コンテンツ・イベント情報や混雑情報を配信するIPTVを全室に用意し、最高級のペントハウス客室ではバトラーサービスを実施。スイート客室はワーケーションにも対応した設計で「ミッドシップスイート」は天体・大地・水や空気など自然をテーマとしたグラデーションの配色で現代的なデザインとし、内47室には「ASUKA III meets 47都道府県」と銘打って各部屋毎に1つの都道府県の工芸品やドリンク・ウェルカムスイーツを配置。アスカバルコニーの内装は光に満ちたイメージで日本の生活スタイルに配慮した設計とし阿波和紙・越前和紙・名尾和紙のいずれかを用いた和紙アートも配し国際的な客船内装コンテスト「CSI awards 2024」にて「ベストステートルーム賞」を受賞した。またスターリンクによる衛星通信サービスを提供する。
| クラス       | 種別                 | 部屋数 | 最大定員 | 面積（バルコニー含む） U：ユニバーサル型客室 | 設備 |
| ------------ | -------------------- | ------ | -------- | -------------------------------------------- | --- |
| ペントハウス | ロイヤルペントハウス | 2室    | 4名      | 114.8m2                                      | リビングダイニング、寝室、スタッキングベッド、書斎、浴室、 トイレ、サンルーム、マルチスペース、バトラーサービス、寄港地観光サービス |
| ペントハウス | グランドペントハウス | 4室    | 3名      | 93.0m2                                       | リビングダイニング、寝室、スタッキングベッド、書斎、浴室、 トイレ、バトラーサービス、寄港地観光サービス                             |
| スイート     | キャプテンズスイート | 4室    | 3名      | 87.1m2                                       | リビングダイニング、寝室、スタッキングベッド、 浴室、トイレ                                                                         |
| スイート     | パノラマスイート     | 8室    | 3名      | 67.3m2                                       | リビングダイニング、寝室、スタッキングベッド、 浴室、トイレ                                                                         |
| スイート     | アスカスイート       | 8室    | 3名      | 48.5m2 （U:45.9m2）                          | リビング、デスク、寝室、ソファベッド、 浴室、トイレ                                                                                 |
| スイート     | ミッドシップスイート | 54室   | 2-3名    | 44.3m2 （U:44.9m2）                          | リビング、デスク、寝室、ソファベッド、 浴室、トイレ                                                                                 |
| スイート     | ジュニアスイート     | 8室    | 2名      | 33.0m2                                       | リビング、デスク、寝室、ソファベッド、 浴室、トイレ                                                                                 |
| バルコニー   | アスカバルコニー     | 271室  | 2名      | 22.0m2                                       | ツインベッド、ソファ、デスク、トイレ付浴室                                                                                          |
| バルコニー   | ソロバルコニー       | 26室   | 1名      | 19.4m2                                       | シングルベッド、ソファ、デスク、トイレ付浴室                                                                                        |